# Philip Marlowe
Philip Marlowe er navnet på hovedpersonen i en serie af kriminalromaner forfattet af amerikaneren Raymond Chandler. På film blev Philip Marlowe bl.a. spillet af Humphrey Bogart og
Robert Mitchum.

### Originale korthistorier af Raymond Chandler
- Blackmailers Don't Shoot (December 1933, Black Mask; protagonist ved navn Mallory)
- Smart-Aleck Kill (July 1934, Black Mask; Mallory)
- Finger Man (October 1934, Black Mask; Carmady)
- Killer in the Rain (January 1935, Black Mask; Carmady)
- Nevada Gas (June 1935, Black Mask)
- Spanish Blood (November 1935, Black Mask)
- Guns at Cyrano's (January 1936, Black Mask; Ted Malvern)
- The Man Who Liked Dogs (March 1936, Black Mask; Carmady)
- Noon Street Nemesis (May 30, 1936, Detective Fiction Weekly; or "Pick-up on Noon Street")
- Goldfish (June 1936, Black Mask; Carmady)
- The Curtain (September 1936, Black Mask; Carmady)
- Try the Girl (January 1937, Black Mask; Carmady)
- Mandarin's Jade (November 1937, Dime Detective; John Dalmas)
- Red Wind (January 1938, Dime Detective: John Dalmas)
- The King in Yellow (March 1938, Dime Detective)
- Bay City Blues (June 1938; Dime Detective; John Dalmas)
- The Lady in the Lake (January 1939, Dime Detective; John Dalmas)
- Pearls Are a Nuisance (April 1939, Dime Detective)
- Trouble Is My Business (August 1939, Dime Detective; John Dalmas)
- I'll Be Waiting (October 14, 1939, Saturday Evening Post)
- The Bronze Door (November 1939, Unknown)
- No Crime in the Mountains (September 1941, Detective Story, John Evans)

### Original Philip Marlowe-værker af Raymond Chandler
- The Big Sleep (1939)
- Farewell, My Lovely (1940)
- The High Window (1942)
- The Lady in the Lake (1943)
- The Little Sister (1949)
- The Long Goodbye (1953)
- Playback (1958)
- "The Pencil" (or "Marlowe Takes On the Syndicate", "Wrong Pigeon" and "Philip Marlowe's Last Case") (1959), (short story). Chandler's last completed work about Marlowe, his first Marlowe short story in more than 20 years and the first short story originally written about Marlowe
- The Poodle Springs Story i Raymond Chandler Speaking (1962) (only the first four chapters were completed and then left unfinished at Chandler's death in 1959; Robert B. Parker extended the material to a full-length novel, Poodle Springs, in 1989.)

### Autoriserede værker af andre forfattere
- El Diez Por Ciento de Vida af Hiber Conteris (Spain, 1985), English translation as Ten Percent of Life by Deborah Bergmann (1987, ISBN 978-0-671-63419-3). Marlowe probes the 1956 "suicide" of a Hollywood literary agent, one of whose clients is Raymond Chandler.
- Raymond Chandler's Philip Marlowe: A Centennial Celebration, ed. Byron Preiss (1988, ISBN 1-59687-847-9; extended edition 1999, ISBN 0-671-03890-7); reprints The Pencil alongside Philip Marlowe stories by other authors:
  - The Perfect Crime af Max Allan Collins
  - The Black-Eyed Blonde af Benjamin M. Schutz
  - Gun Music af Loren D. Estleman
  - Saving Grace af Joyce Harrington
  - Maliby Tag Team af Jonathan Valin
  - Sad-Eyed Blonde af Dick Lochte
  - The Empty Sleeve af W. R. Philbrick
  - Dealer's Choice af Sara Paretsky
  - Red Rock af Julie Smith
  - The Deepest South af Paco Ignacio Taibo II
  - Consultation in the Dark af Francis M. Nevins Jr
  - In the Jungle of Cities af Roger L. Simon
  - Star Bright af John Lutz
  - Stardust Kill af Simon Brett
  - Locker 246 af Robert J. Randisi
  - Bitter Lemons af Stuart M. Kaminsky
  - The Man Who Knew Dick Bong af Robert Crais
  - Essence D'Orient af Edward D. Hoch
  - In The Line of Duty af Jeremiah Healey
  - The Alibi af Ed Gorman
  - The Devil's Playground af James Grady
  - Asia af Eric Van Lustbader
  - Mice af Robert Campbell
  - Sixty-Four Squares af J. Madison Davis (1999 edition)
  - Summer In Idle Valley af Roger L. Simon (1999 edition)

### Autoriserede romaner af andre forfattere
- Poodle Springs (1989, ISBN 0-399-13482-4), af Robert B. Parker. An authorized completion of Chandler's unfinished last work; the original text 'The Poodle Springs Story' had been published alongside excerpts from Chandler's letters, notes and essays in Raymond Chandler Speaking (1971), af Dorothy Gardener and Katherine Sorley Walker. New York: Books for Library Press.
- Perchance to Dream (1991, ISBN 0-399-13580-4), by Robert B. Parker. An authorized sequel to Chandler's The Big Sleep.
- The Black-Eyed Blonde (2014), af John Banville writing as "Benjamin Black,"[1] is an authorized sequel to The Long Goodbye, and reuses the title of Benjamin M. Schutz's otherwise-unrelated Marlowe story.
- Only to Sleep (2018), af Lawrence Osborne, omhandler en ældre Marlowe i Mexico i 1988, der undersøger et "svømmeuheld"
- The Goodbye Coast (2022), by Joe Ide, a reimagining of the character, set in present day Los Angeles.

## Film
- The Falcon Takes Over (1942) – (adaptation of Farewell, My Lovely med detektiv "The Falcon" substituting for Marlowe) George Sanders som The Falcon.
- Time to Kill (1942) – (adaptation of The High Window med detektiv Michael Shayne som erstatning for Marlowe) Lloyd Nolan som Shayne.
- Murder, My Sweet (1944) – (bearbejdning af [og udgivet i Storbritannien som] Farewell, My Lovely) Dick Powell som Marlowe.
- The Big Sleep (1944–1946) – Humphrey Bogart som Marlowe.
- Lady in the Lake (1947) – Robert Montgomery som Phillip Marlowe ("Phillip" staves med to l'er i denne film.[2])
- The Brasher Doubloon (1947) – (adaptation of [and released in the UK as] The High Window) George Montgomery som Marlowe.
- Marlowe (1969) – (adaptation of The Little Sister) James Garner som Marlowe. Dette blev delvist inspirationen til The Rockford Files, den anden serie er Maverick.
- The Long Goodbye (1973) – Elliott Gould som Marlowe.
- Farewell, My Lovely (1975) – Robert Mitchum som Marlowe.
- The Big Sleep (1978) – Robert Mitchum som Marlowe.
- Marlowe (2022) – (bearbejdning af The Black-Eyed Blonde af Benjamin Black) Liam Neeson som Marlowe.